# Ludwig von Förster

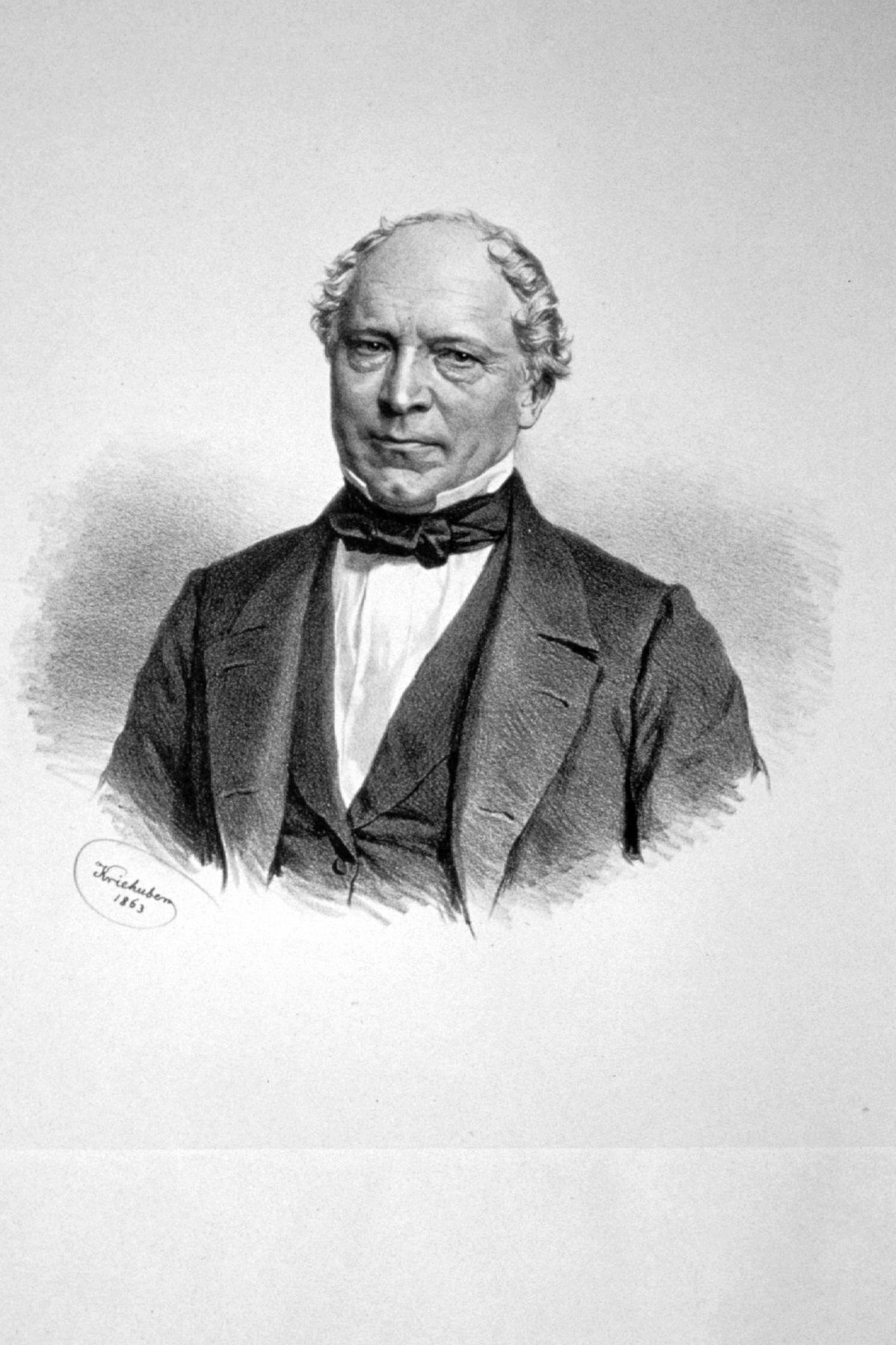
Ludwig von Förster Lithographie von Josef Kriehuber, 1863

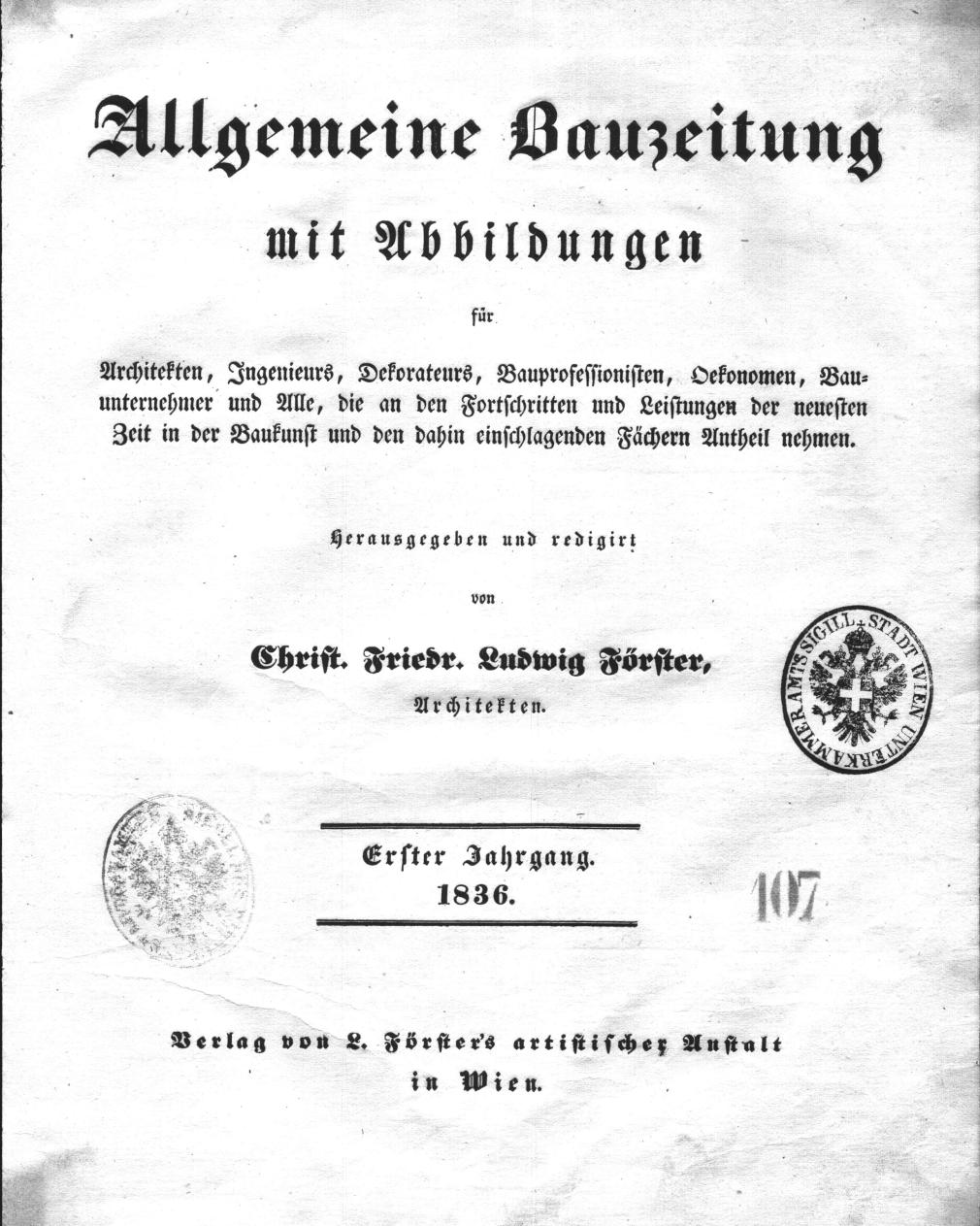
Allgemeine Bauzeitung von Ludwig Förster

Ludwig Förster, seit 1863 Ritter von Förster (* 8. Oktober 1797 in Bayreuth; † 16. Juni 1863 in Bad Gleichenberg, Steiermark) war ein österreichischer Architekt des Historismus.

## Leben
Christian Friedrich Ludwig Förster war der Sohn von Christoph Förster, einem Forstinspektor in den Fürstentümern Ansbach und Bayreuth. Er besuchte das Gymnasium in Ansbach. 1816 studierte er zwei Jahre an der Akademie der Bildenden Künste in München. 1819 kann er an die Architekturschule der Akademie der bildenden Künste in Wien als Schüler von Peter von Nobile. Dieser verschaffte ihm für sechs Jahre Beschäftigung als Corrector an der Architekturschule.
1828 gründete Förster eine lithografische Anstalt. Weiters gründete eine Zinkgießerei, und 1836 die „Allgemeine Bauzeitung“. Ab 1839 war er freischaffender Architekt, in seinem Atelier arbeitete unter anderem Otto Wagner. Er begann in der Folge, zahlreiche Projekte für eine Erweiterung der Stadt Wien zu entwickeln, und wurde ein Motor für dieses Vorhaben. Im Jahr 1843 berief ihn sein Lehrer Peter von Nobile als Professor an der Akademie der bildenden Künste; er beendete diese Tätigkeit 1845.
Ab dem Jahr 1845 war Förster auch als Unternehmer tätig. Er gründete eine Zinkgießerei in Berlin, eröffnete ein Zinkbergwerk in Böhmen und beteiligte sich an Eisenbahnbauten und anderen Bauunternehmungen.
Ab 1846 war Förster gemeinsam mit seinem Schwiegersohn Theophil von Hansen als Architekt tätig. Im Jahr 1858 beschäftigte er sich intensiv mit der Planung der Wiener Ringstraße. Er nahm am Planungs-Wettbewerb teil, den er ex equo mit zwei anderen Architekten gewann. Im Zuge des darauf folgenden Baus der Ringstraßenzone entwarf er zahlreiche Wohnhausbauten sowie das Palais Todesco und das Palais Hoyos.
Förster erhielt als Anerkennung für seine Dienste im Baufach den Orden der Eisernen Krone III. Klasse, mit dem der Anspruch auf Erhebung in den erblichen österreichischen Ritterstand verbunden war. Auf das entsprechende Ansuchen erfolgte am 14. Juni 1863 die Erhebung Försters in den erblichen Ritterstand. Seit 1854 war er assoziiertes Mitglied der Académie royale des Sciences, des Lettres et des Beaux-Arts de Belgique. Von einer Lungenkrankheit geschwächt starb Ludwig Ritter von Förster zwei Tage später, am 16. Juni 1863, im Alter von 66 Jahren.
Seine Söhne Heinrich Förster und Emil von Förster waren ebenfalls Architekten.
Im Jahr 1886 wurde in Wien-Leopoldstadt (2. Bezirk) die Förstergasse nach ihm benannt.

## Bauten

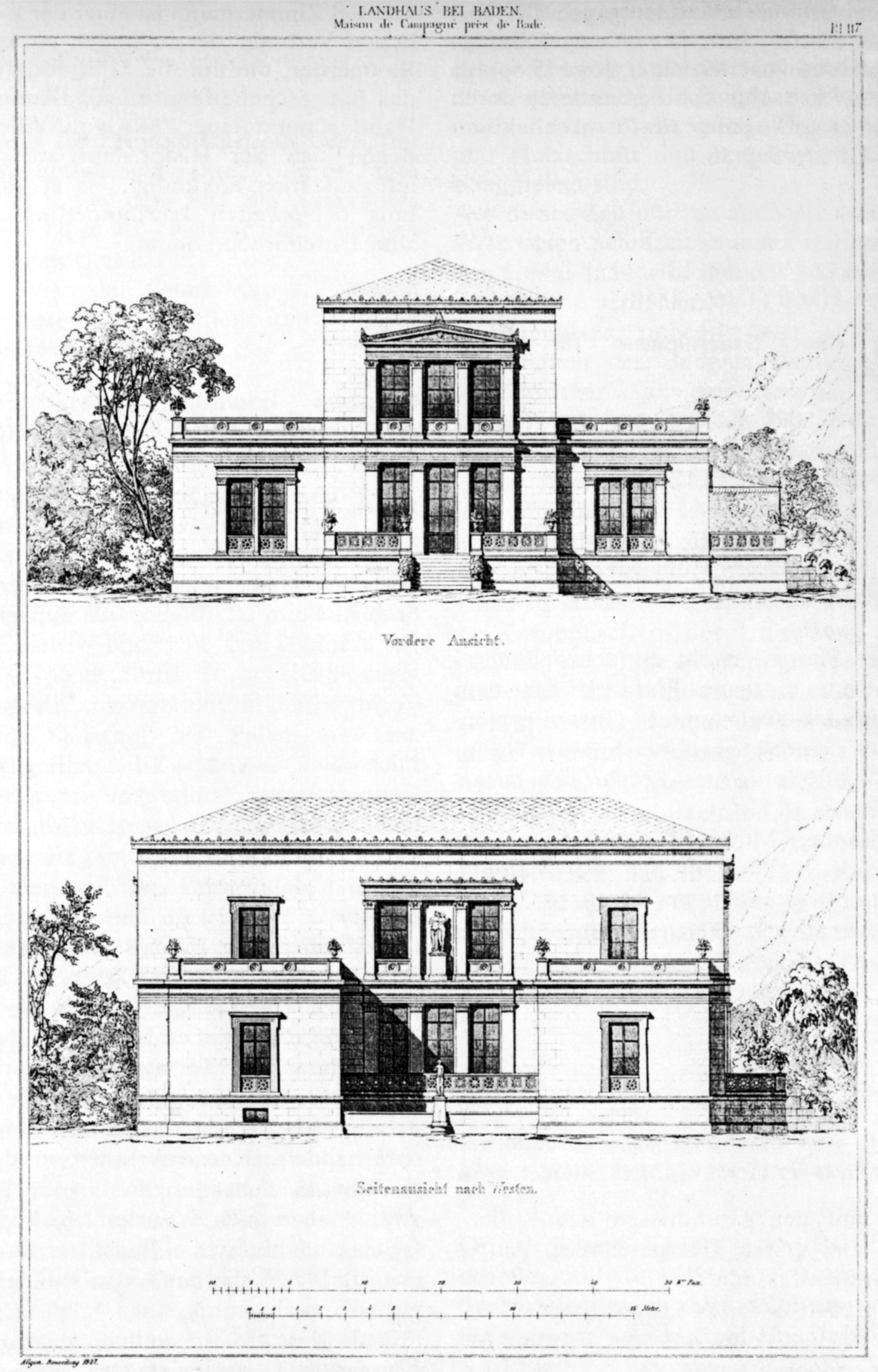
Villa Barbara Gräfin von Abensberg und Traun, Baden bei Wien (1847)

- 1831: Theater Reduta in Bürgerhäuser in Brünn
- 1841–1843: Schwimmhalle des (ersten) Dianabades (mit Karl Etzel)
- 1842–1861: Evangelische Kirche in Ratiboř
- 1842–1854: Schloss Großpriesen (Velké Březno)
- 1847: Palais Rothschild in Wien Renngasse
- 1847: Villa Barbara Gräfin von Abensperg und Traun in Baden bei Wien in Weilburgstraße 20[5][Anm. 1]
- 1848: Hotel National in Wien-Leopoldstadt (mit Theophil Hansen)[6]
- 1849: Gustav-Adolf-Kirche in Wien-Gumpendorf
- 1849: Villa Pereira in Königstetten
- 1849–1856: Arsenal (Wien)
- 1852–1858: Evangelische Kirche in Suchdol
- 1854–1859: Große Synagoge (Budapest)
- 1855: Augarten-Casino in Brünn
- 1858: Leopoldstädter Tempel in Wien
- 1858: Elisabethbrücke in Wien
- 1861: Palais Hoyos in Wien (heute Hotel Bristol)
- 1863: Große Synagoge (Miskolc)
- 1863: Palais Todesco in Wien